# Mal Donaghy
Malachy Martin "Mal" Donaghy (Belfast, 13 de setembro de 1957) é um ex-futebolista norte-irlandês que atuava como defensor.

## Carreira
Mal Donaghy fez parte do elenco da Seleção Norte-Irlandesa de Futebol, da Copa do Mundo FIFA de 1982 e 1986.